# L'assassin a réservé neuf fauteuils
Pour plus de détails, voir Fiche technique et Distribution.
L'assassin a réservé neuf fauteuils (L'assassino ha riservato nove poltrone) est un giallo italien réalisé par Giuseppe Bennati, sorti en 1974.

## Synopsis
Pour fêter son anniversaire, Patrick Davenant rassemble des membres et proches de sa famille. Alors que la fête bat son plein, l'un d'entre eux propose aux autres d'aller visiter un vieux théâtre abandonné, propriété familiale fermée depuis un siècle. Le lieu est plutôt sinistre et les hôtes se rendent vite compte qu'ils sont enfermés à l'intérieur de la demeure où un féroce assassin entreprend de les tuer l'un après l'autre...

## Fiche technique
- Titre original : L'assassino ha riservato nove poltrone
- Titre français : L'assassin a réservé neuf fauteuils
- Réalisateur : Giuseppe Bennati, assisté de Mario Garriba
- Scénario : Giuseppe Bennati, Paolo Levi, Biagio Proietti
- Décors : Mario Chiari
- Costumes : Enzo Eusepi
- Photographie : Giuseppe Aquari
- Montage : Luciano Anconetani
- Musique : Carlo Savina
- Producteur : Dario Rossini
- Société de production : Cinenove (Italie)
- Société de distribution : Overseas Film Company (Italie)
- Pays d'origine :  Italie
- Langue originale : italien
- Format : 35 mm — couleur (Eastmancolor) — son monophonique
- Genre : thriller, film d'horreur
- Durée : 90 min
- Date de sortie :  21 mai 1974
- Affiche : Enzo Nistri (Italie)

## Distribution

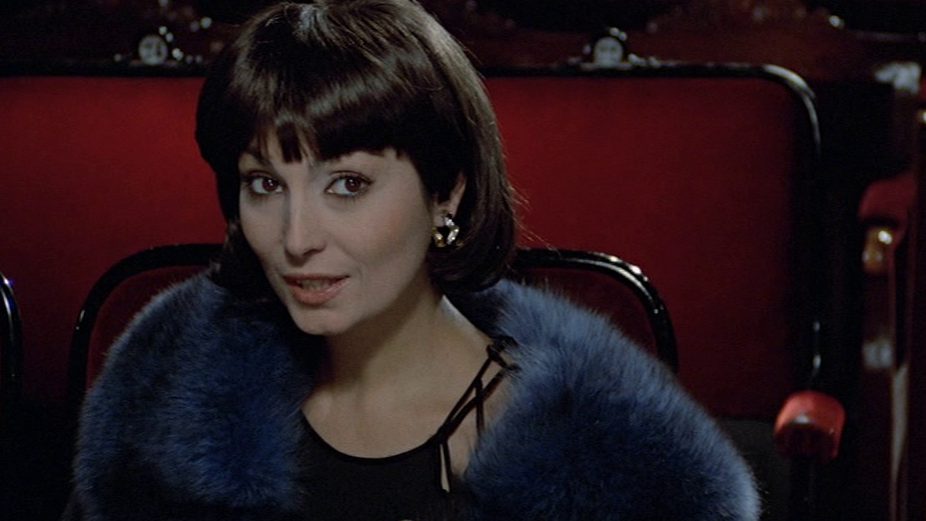
Rosanna Schiaffino dans une scène du film.

- Rosanna Schiaffino : Vivian
- Chris Avram : Patrick Davenant
- Eva Czemerys : Rebecca Davenant
- Lucretia Love : Doris
- Paola Senatore : Lynn Davenant
- Gaetano Russo : Duncan Foster
- Andrea Scotti : Albert
- Eduardo Filippone : l'homme mystérieux
- Antonio Guerra : le tuteur
- Howard Ross : Russell
- Janet Ågren : Kim

## Tournage
Le film a été tourné à Fabriano dans les Marches ; le teatro Gentile (it) de Fabriano est le théâtre de la plupart des scènes.